# Żanetta Gruszczyńska-Ogonowska
Żanetta Gruszczyńska-Ogonowska (ur. 14 października 1971 we Wrocławiu) – polska aktorka i reżyserka teatralna.

## Życiorys
Urodziła się 14 października 1971 we Wrocławiu. Ukończyła Państwową Wyższą Szkołę Teatralną we Wrocławiu (aktualnie: Akademia Sztuk Teatralnych im. Stanisława Wyspiańskiego w Krakowie, Filia we Wrocławiu). Występuje i reżyseruje w Bałtyckim Teatrze Dramatycznym w Koszalinie. W latach 2000–2002 grała w Polskim Teatrze Dramatycznym w Londynie. W latach 2011–2013 wokalistka grającego funky house zespołu Sylur.

## Nagrody
1. 1996 – nagroda aktorska na Ogólnopolskim Festiwalu Dramaturgii Współczesnej we Wrocławiu za rolę w „Gdyby” Bogusława Schaeffera, w reż. Krzysztofa Galosa.
2. 1997 – laureatka plebiscytu na najpopularniejszego aktora sezonu w Bałtyckim Teatrze Dramatycznym w Koszalinie
3. 2005 – spektakl „Zaklinacze szczęścia” (autor i reż. Krzysztof Galos), w którym aktorka wykreowała wiele postaci, otrzymał wyróżnienie na Ogólnopolskim Festiwalu Dramaturgii Współczesnej we Wrocławiu.
4. 2007 – nagroda za wyrazistą kreację aktorską przyznana przez jury na V Ogólnopolskim Przeglądzie Monodramu Współczesnego.
5. 2007 – główna nagroda aktorska za rolę w przedstawieniu „…syn” w reż. Michała Siegoczyńskiego na XIII Ogólnopolskim Konkursie na Wystawienia Polskiej Sztuki Współczesnej. Konkurs organizowany był przez Ministerstwo Kultury i Dziedzictwa Narodowego przy współudziale Teatru Narodowego i Związku Artystów Scen Polskich.

## Role sceniczne
| Data premiery        | Tytuł                                                                      | Rola                                                               |
| -------------------- | -------------------------------------------------------------------------- | ------------------------------------------------------------------ |
| 23 września 1995     | Antygona                                                                   | Ismena                                                             |
| 3 lutego 1996        | Gdyby                                                                      | K 2                                                                |
| 23 czerwca 1996      | Gramy w Szekspira                                                          | Czarownica, Beatrycze, Viola                                       |
| 31 grudnia 1996      | Z rączki do rączki                                                         | Linda Swan                                                         |
| 2 marca 1997         | W małym dworku                                                             | Aneta Wasiewiczówna                                                |
| 8 maja 1997          | Bóg                                                                        | Doris                                                              |
| 14 września 1997     | Ania z Zielonego Wzgórza                                                   | Pani Spencer                                                       |
| 10 stycznia 1998     | Tutam                                                                      | Ona                                                                |
| 12 września 1998     | Romeo i Julia                                                              | Pani Capuletti                                                     |
| 24 października 1998 | O dwóch takich, co ukradli księżyc                                         | kreacja wielu postaci                                              |
| 19 grudnia 1998      | Betlejem polskie                                                           | Anioł, Królowa                                                     |
| 13 lutego 1999       | Czekając na Godota, czyli życie jest snem                                  | Pozzo                                                              |
| 26 marca 1999        | Peer Gynt                                                                  | Pasterka, Kłębek, Trolica                                          |
| 30 października 1999 | Świętoszek                                                                 | Elmira                                                             |
| 29 stycznia 2000     | Królowa Śniegu                                                             | Mała Rozbójniczka, Sąsiadka, Dama IV, Śnieżynka IV                 |
| 5 marca 2000         | Kochanek                                                                   | Sara                                                               |
| 26 marca 2000        | Poskromienie złośnicy                                                      | Bianka                                                             |
| 7 lipca 2000         | Raj                                                                        | Dziewczyna z pejczem                                               |
| 12 kwietnia 2003     | Faust                                                                      | Studentka, Lizka                                                   |
| 14 czerwca 2003      | Parady                                                                     | Zerzabella                                                         |
| 13 września 2003     | Neapol, randez-vous 19.03                                                  | Wokalistka 1                                                       |
| 27 marca 2004        | Wesele                                                                     | Maryna                                                             |
| 28 maja 2004         | Zaklinacze szczęścia                                                       | kreacja wielu postaci                                              |
| 19 września 2004     | Czego nie widać                                                            | Belinda Blair                                                      |
| 14 stycznia 2005     | Kaczo, byczo, indyczo                                                      | kreacja wielu postaci                                              |
| 5 lutego 2005        | Pamiętniki Jan Chryzostom Pasek                                            | Dunka, Chuda, Panna Teresa, Matka zabitego, Remiszewska            |
| 14 października 2005 | Sen Podszewki                                                              | Elf I                                                              |
| 6 stycznia 2006      | Happy End                                                                  | Siostra Mary                                                       |
| 25 marca 2006        | O miłości i innych demonach                                                | Ber Narda Cabrera                                                  |
| 6 października 2006  | ...syn                                                                     | Ona                                                                |
| 6 stycznia 2007      | Stosunki na szczycie                                                       | Astrid                                                             |
| 31 marca 2007        | Cafe Sax. Piosenki Agnieszki Osieckiej                                     | Postać z projekcji, Foto ona, Odbicie, Cyganka, Prostytutka, Zjawa |
| 26 maja 2007         | Piękna i Bestia                                                            | Gabrynia                                                           |
| 6 października 2007  | Kordian                                                                    | Laura, Anioł Czarny                                                |
| 31 grudnia 2007      | Taniec ze wspomnieniami: program kabaretowy/rewiowy                        | kreacja wielu postaci                                              |
| 29 marca 2008        | Wodzirej. Koszalin Kulturkampf                                             | Ula Miziała, Krystyna Myśliwiec-Zajączkowska, Sekretarka           |
| 28 listopada 2008    | Love Boutique                                                              | kreacja wielu postaci                                              |
| 10 stycznia 2009     | Exportowcy                                                                 | Barbara Kmiot, Barbara, Żana                                       |
| 28 marca 2009        | Jak wam się podoba                                                         | Febe                                                               |
| 26 września 2009     | Jesteśmy na wczasach, czyli polska miłość. Piosenki Wojciecha Młynarskiego | Mariola                                                            |
| 17 października 2009 | Szewcy                                                                     | Irina Wsiewołodowna                                                |
| 13 lutego 2010       | Colas Breugnon                                                             | kreacja wielu postaci                                              |
| 30 maja 2010         | Smoczek Hieronim                                                           | Mama-Smok                                                          |
| 18 września 2010     | Prywatna klinika                                                           | Harriet                                                            |
| 29 stycznia 2011     | Pippi Pończoszanka - Pippi Langstrump                                      | Pani Settergren                                                    |
| 26 marca 2011        | Romeo i Julia                                                              | Pani Capuletti                                                     |
| 24 września 2011     | Kartoteka                                                                  | Matka, Tłusta kobieta, Dziennikarz 3                               |
| 29 grudnia 2011      | Carski syn                                                                 | Caryca                                                             |
| 31 marca 2012        | Wieczór kawalerski                                                         | Julie                                                              |
| 23 czerwca 2012      | Historia Polaka w obrazkach, czyli Odlot w czasie 2                        | Kobieta                                                            |
| 16 września 2012     | Burzliwe życie Lejzorka                                                    |                                                                    |
| 15 grudnia 2012      | Calineczka                                                                 | Ptak I                                                             |
| 16 marca 2013        | Wojna nie ma w sobie nic z kobiety                                         | kreacja wielu postaci                                              |
| 28 września 2013     | Noc poety Jonasz Kofta                                                     | kreacja wielu postaci                                              |
| 11 stycznia 2014     | Love forever                                                               | kreacja wielu postaci                                              |
| 28 czerwca 2014      | Krótki(ego) zarys historii teatr-u                                         |                                                                    |
| 27 września 2014     | Szalone nożyczki                                                           | Barbara Markowska                                                  |
| 11 października 2014 | Kali babki                                                                 | kreacja wielu postaci                                              |
| 7 lutego 2015        | Rozpusta                                                                   | kreacja wielu postaci                                              |
| 4 lipca 2015         | Allo, Allo!                                                                | kreacja wielu postaci                                              |
| 24 października 2015 | Bezwietrzne lato                                                           | kreacja wielu postaci                                              |
| 5 grudnia 2015       | Cykor - bojąca dusza                                                       | Chodząca (Wielka) Ciemność Doskonała; Błędny Ognik; Dusza Druga    |
| 21 czerwca 2016      | Dachowanie                                                                 | kreacja wielu postaci                                              |
| 2 lipca 2016         | Ryszard III                                                                | kreacja wielu postaci                                              |
| 19 listopada 2016    | Strażniczka Magicznego Lasu                                                | Pani Sumińska                                                      |
| 28 stycznia 2017     | Świętoszek                                                                 | Elmira                                                             |
| 1 kwietnia 2017      | Księżyc nad Buffalo                                                        | Charlotte Hay                                                      |
| 24 czerwca 2017      | Rewolta                                                                    | kreacja wielu postaci                                              |
| 9 września 2017      | Czekamy na sygnał                                                          | Matka, Pielęgniarka, Wokalistka 1                                  |
| 30 września 2017     | Balladyna                                                                  | kreacja wielu postaci                                              |
| 9 grudnia 2017       | Wirus Świrus i cała reszta                                                 | Maksymillianna von Fejs Zbuk; Siostra jak Brzytwa Ostra            |
| 7 kwietnia 2018      | Piosenka jest dobra na wszystko. Jeremi Przybora, Jerzy Wasowski           | Wokalistka 1                                                       |
| 16 czerwca 2018      | Aktorzy koszalińscy, czyli komedia prowincjonalna                          | kreacja wielu postaci                                              |
| 30 czerwca 2018      | Związek otwarty                                                            | Ona                                                                |
| 1 grudnia 2018       | Kraina Śpiochów                                                            | kreacja wielu postaci                                              |
| 23 marca 2019        | Gąska                                                                      | kreacja wielu postaci                                              |
| 14 września 2019     | Like Fake. Historia, której nie było                                       | Anonim 1; Dyrektorka                                               |
| 5 października 2019  | Przyszedł mężczyzna do kobiety                                             | Kobieta                                                            |
| 7 grudnia 2019       | Wigilia Pani Skurcz                                                        | Pracownica 1; Duch 2                                               |
| 19 września 2020     | Żeby umarło przede mną                                                     | kreacja wielu postaci                                              |
| 24 października 2020 | Piosenki Neapolitańskie. Recital                                           | kreacja wielu postaci                                              |
| 6 marca 2021         | Kochane pieniążki                                                          | Jean Perkins                                                       |
| 13 marca 2021        | Kazuko                                                                     | Siostra, Duch bez Twarzy                                           |
| 29 maja 2021         | Kora. Falowanie i spadanie                                                 | Kora Jackowska/Sipowicz                                            |
| 25 czerwca 2021      | Akompaniator                                                               | Amelia                                                             |

## Reżyseria
| Data premiery       | Tytuł                                                         | Tekst                 | Scena |
| ------------------- | ------------------------------------------------------------- | --------------------- | ----- |
| 29 grudnia 2011     | Carski syn                                                    | Włodzimierz Masłow    | BTD   |
| 21 czerwca 2016     | Dachowanie (wspólnie z Marcin Borchardt)                      | Kuba Mokrosiński      | BTD   |
| 9 września 2017     | Czekamy na sygnał (wspólnie z Wojciech Rogowski)              | Tomasz Ogonowski      | BTD   |
| 9 grudnia 2017      | Wirus Świrus i cała reszta                                    | Tomasz Ogonowski      | BTD   |
| 30 czerwca 2018     | Związek otwarty (wspólnie z Wojciech Rogowski)                | Dario Fo, Franca Rame | BTD   |
| 5 października 2019 | Przyszedł mężczyzna do kobiety (wspólnie z Wojciech Rogowski) | Siemion Złotnikow     | BTD   |
| 25 czerwca 2021     | Akompaniator (wspólnie z Wojciech Rogowski)                   | Anna Burzyńska        | BTD   |

### Recenzje
- Recenzje spektakli na stronie Dziennika Teatralnego
- Kosmiczny chichot
- Premiera BTD: „Dachowanie”
- Biczownicy

### Wywiady
- Szanuję widza. Rozmowa z Żanettą Gruszczyńską-Ogonowską
- Gościem audycji „Radioportret” była Żanetta Gruszczyńska-Ogonowska
- Możesz zajrzeć do wnętrza telefonu...
- Tło wydarzeń - 2018.03.28 - Żanetta Gruszczyńska-Ogonowska

### Pozostałe
- Żanetta Gruszczyńska-Ogonowska na witrynie BTD Koszalin.
- Bałtycki Teatr Dramatyczny wrócił do gry!